# Симге
Симге Сагын (тур. Simge Sağın, род. 8 августа 1981, более известна как Симге) — турецкая певица

, автор песен и композитор. Петь начала в 2010-х годов, прославилась в 2015 году, когда выпустила сингл «Miş Miş».

## Биография
Родилась в стамбульском квартале Шишли. В детстве решила сделать музыкальную карьеру. При поддержке отца поступила в консерваторию при Техническом университете Стамбула. После окончания первоначально работала бэк-вокалисткой, затем в 2011 году при поддержке Эрдема Кыная выпустила мини-альбом «Yeni Çıktı». Он, впрочем, оказался не так успешен, как надеялась Симге, но через четыре года её сингл «Miş Miş» четыре занимал первую строчку главного турецкого чарта. Синглы «Yankı» и «Ben Bazen», а также песня «Öpücem» ещё более упрочили славу Симге. В 2018 году выпустила свой первый студийный альбом «Ben Bazen», который был тепло встречен критиками.